# コナダニ
コナダニ類（Acaridae）は、節足動物門鋏角亜門クモ綱ダニ目コナダニ亜目（無気門亜目）コナダニ科とその近縁の科に属するダニの一群である。体長0.3 - 0.5mm程度の小型のダニで、体は白く柔らかで、短い足がある。さまざまな食品や、場合によっては畳に発生し、害をなすことがある。
Tyrophagus casei(チーズダニ)は
ミモレットチーズ及び類似種チーズの熟成に利用される。

## 生態
最もよく出現するのはケナガコナダニである。背中には細長い毛が多数生えて、それを引きずるようにして歩く。小麦粉、パン粉、ふすま、砂糖やチョコレートなど、さまざまな食品に出現する。また、梅雨時など、湿度が高い場合に畳に発生する場合がある。秋から春にかけては、室内温度の下降による湿度上昇や、それに伴う窓ガラスの結露などによって大量発生することもある。食品以外では、野外においては動物の糞などに出現するのも見かけられ、菌類や細菌などを食べているらしい。
コナダニ類は、卵、幼ダニ、前若ダニ、後若ダニ、成ダニの5段階で生育する。これに加えて、コウノホシカダニなどのいくつかの種では「ヒポプス」あるいは「移動若ダニ」と呼ばれる形態が知られている。この形態は、前若ダニが、過酷な温度・湿度環境や、食料不足に晒された場合に出現する。
ヒポプスは通常のコナダニとは異なる丸い皿型の体形をしている。体には1つの吸盤があり、脚や口が退化している代わりに、温度や湿度への耐性が高く、半年程度であれば絶食を生き延びることができる。ヒポプスは他の動物に吸盤で取り付いたり、風に巻き上げられたりして長距離を移動する。好適な環境にたどり着くと、体内で後若ダニの体が形成され、脱皮した後に通常の生育サイクルに戻っていく。ヒポプスは殺虫剤等への耐性も高く、コナダニの駆除を難しくする一因となっている。

## 食害
コナダニは条件が揃うとわずか1 - 2日の間に大量発生し、特に小麦粉にふくらし粉、調味料等を混ぜた、いわゆるミックス粉のほうが普通の小麦粉に比べて増えやすい傾向にある。小麦粉などに発生した場合、外見上はダニの姿は認められず、ダニが発生するにつれて、粉とダニが入れ替わるような具合になる。やがて粉の様子がおかしいことに気づき、よく見れば、粉がすべてうごめいているような有り様となる。その頃には、ダニは粉からあふれて周囲を歩き回っていることもよくあり、気が付けば、壁や机の表面に粉が吹いたようになっている事もある。もっとも、食品の被害を別にすれば、ダニそのものが人間を害することはない。ただし、ダニアレルギーの原因になることはある。
他に似たような被害を起こす種としては、サトウダニが砂糖、小麦粉、味噌などに、コウノホシカダニやサヤアシニクダニが鰹節、煮干し、きな粉などに発生することがあるが、ケナガコナダニがもっとも広範囲で発生する。
発生を防ぐには、湿度をおよそ60～80％RH、気温を25～30℃の条件下で保存しないことが重要である。このため粉製品を発売しているメーカーではコナダニによる影響を「虫害」として冷蔵庫での保存を推奨していることがある。